# Eisenhart von Loeper

Eisenhart von Loeper (2023)

Eisenhart von Loeper (* 3. Juni 1941 in Potsdam) ist ein deutscher Jurist und Rechtsanwalt.

## Leben
Eisenhart von Loeper wuchs in Stuttgart auf und ging im Dillmann-Gymnasium zur Schule. Er arbeitet seit 1966 in Publikationen, Initiativen und praktischen Konflikten am Thema Tierrechte. Der promovierte Jurist gründete 1987 die Vereinigung „Juristen für Tierrechte“ und war von 1987 bis 2006 Vorsitzender des Bundesverbandes Menschen für Tierrechte – Bundesverband der Tierversuchsgegner. Während dieser Zeit initiierte und leitete er maßgeblich die Bestrebungen zur Aufnahme des Tierschutzes in das Grundgesetz für die Bundesrepublik Deutschland.
Eisenhart von Loeper hat den damaligen Berliner Gesundheitssenator Michael Luther einen entfernten Nachfahren des Reformators Martin Luther vor Gericht vertreten, weil er die qualvollen Affenexperimente damals bereits als ethisch nicht gerechtfertigt ablehnte. Das beruhte zentral darauf, dass das Grundgesetz als höchste Rangordnung die Wissenschaftsfreiheit vorbehaltlos gewährleistet, aber keinen Platz für Tiere kannte. Wegen seiner nachhaltigen Bemühungen von 1990 bis 2002 für die Aufnahme des Tierschutzes ins Grundgesetz wurde von Loeper im Jahre 2005 mit dem Bundesverdienstkreuz ausgezeichnet. Er will mit dem jetzigen Vorstoß dafür einstehen, dass sich der im Grundgesetz errungene ethische Wandel zu Gunsten der auf uns angewiesenen Tiere endlich in der gesellschaftlichen Wirklichkeit wiederfindet.
Von Loeper war knapp 10 Jahre bis Anfang 2022 einer der Sprecher des Aktionsbündnisses gegen Stuttgart 21, der ehemalige Vorsitzende Richter Dieter Reicherter nimmt jetzt für ihn diese Aufgabe wahr.
Seinen Protest gegen das Bahnprojekt bringt von Loeper weiter wegen Versagen des Brandschutzes bei Gericht zur Geltung. Er agierte zuvor gemeinsam mit Dieter Reicherter.
Zu Beginn noch zu dritt, gemeinsam mit dem am 11. März 2016 verstorbenen Peter Conradi, erfolgten Strafanzeigen gegen aktuelle und ehemalige Bahnvorstände und Aufsichtsräte. Die Strafanzeigen betrafen über viele Jahre den Vorwurf von Betrug und Untreue, später nur von schwerer Untreue.
Auch wurde gerichtliche Klage gegen die damalige Bundeskanzlerin Angela Merkel und Mitarbeiter des Bundeskanzleramts geführt. Die gerichtliche Klage beim Verwaltungsgericht Berlin gegen die Bundesrepublik Deutschland/Kanzleramt betraf den Vorwurf gesetzwidriger politischer Beeinflussung der Bahnvorstände und Aufsichtsräte und die Offenlegung geschwärzter Dokumente. Einmalig in der deutschen Justizgeschichte werden alle Unterlagen und Schreiben auf einer umfangreichen Internetseite veröffentlicht und so allen Interessierten zur Verfügung gestellt.

## Auszeichnungen
- 1981 Felix-Wankel-Tierschutz-Forschungspreis
- 1997 Tierschutzpreis des Landes Baden-Württemberg
- 1999 Hans-Rönn-Stiftungspreis
- 2005 Verdienstorden der Bundesrepublik Deutschland
- 2024 Peter-Singer-Preis[7]

## Publikationen (Auswahl)
- 2023: Die Wende zur unteilbaren Ethik für Tiere braucht unser Menschsein – das Sittengesetz im Licht des Art. 20 a GG[8]
- 2021: Warum die Tierethik kraft Verfassungsrang auch für Stadttauben gelten muss[9][10]
- 2007: Tierrechte – Entwicklungsdynamik und in der Praxis entschiedene Konflikte, Interdisziplinäre Arbeitsgemeinschaft Tierethik (Hrsg.). Tierrechte – Eine interdisziplinäre Herausforderung. Erlangen, ISBN 978-3-89131-417-3
- 1993: Tierschutz ins Grundgesetz, Aachen : Verl. der Augustinus-Buchhandlung, ISBN 978-3-86073-152-9
- 1985: Die Überwindung der tierquälerischen Intensivtierhaltung – rechtlich gesehen, Sonderdruck aus Tierhaltung, Bd. 15: Intensivhaltung von Nutztieren aus ethischer, ethologischer und rechtlicher Sicht, Verlag: Bund gegen d. Missbrauch d. Tiere, München
- 1979: Nahrungsmittel durch Tiermisshandlung? Rechtsgutachten zur Intensivkäfighaltung von Legehennen, Tierhaltung Bd. 8: Intensivhaltung von Nutztieren aus ethischer, rechtlicher und ethologischer Sicht, Birkhäuser Verlag, ISBN 978-3-7643-1119-3